# Kazuto Saiki
Kazuto Saiki (斉木 和人 Saiki Kazuto?), född 20 augusti 1970 i Yamaguchi prefektur, är en japansk före detta fotbollsspelare.
Saiki började sin karriär 1993 i Yokohama Marinos. 1995 flyttade han till Ventforet Kofu. Han avslutade karriären 1999.